# Declaración jurada
Una declaración jurada es una manifestación escrita o verbal cuya veracidad es asegurada mediante un juramento ante una autoridad judicial o administrativa. Esto hace que el contenido de la declaración sea tomado como cierto hasta que se demuestre lo contrario.
La institución de la declaración jurada ha sido establecida por diversos sistemas jurídicos, tanto de Common law como del Derecho continental, en gran parte para dar rapidez a ciertos trámites legales, sustituyendo transitoriamente a la presentación de documentos escritos o testimonios de terceros, mediante una presunción iuris tantum (que admite prueba en contrario).
La importancia de la declaración jurada se halla en el hecho que permite abreviar procedimientos tanto ante autoridades judiciales como administrativas, y al mismo tiempo genera una responsabilidad legal para el declarante en caso de que la declaración jurada resulte ser contraria a la verdad de los hechos que se acrediten posteriormente, equiparando la declaración jurada con un efectivo juramento o promesa de decir la verdad. Este último elemento puede tener consecuencias a nivel penal en los ordenamientos jurídicos que consideran al perjurio (o violación de juramento) como un delito, o en los países que imponen castigos penales o administrativos para quien formula cualquier declaración falsa ante ciertas autoridades.
En la mayoría de sistemas jurídicos que la aceptan, la declaración jurada es un elemento determinado solo para algunos supuestos específicamente previstos en la norma jurídica, para evitar una utilización excesiva que eventualmente pueda generar situaciones de abuso de derecho. Una declaración jurada se diferencia de la declaración simple en que esta última genera una responsabilidad menor para el declarante que miente a la autoridad, y porque la declaración simple no suele generar una presunción de veracidad sino solo una formulación de posiciones personales.